# Wulanhua
Wulanhua (kinesiska: 乌兰花, 乌兰花乡) är en socken i Kina. Den ligger i den autonoma regionen Inre Mongoliet, i den norra delen av landet, omkring 80 kilometer norr om regionhuvudstaden Hohhot.
Genomsnittlig årsnederbörd är 578 millimeter. Den regnigaste månaden är juli, med i genomsnitt 162 mm nederbörd, och den torraste är januari, med 4 mm nederbörd.